# Chained to You
Chained to You è un singolo del gruppo musicale australiano Savage Garden, pubblicato il 25 settembre 2000 come quinto estratto dall'album Affirmation.

## Tracce
CD Maxi
1. Chained To You – 4:08
2. Affirmation (Live) – 5:44
3. I Want You (Live) – 3:55
4. I Knew I Loved You (Live) – 8:22

- Extras: Poster Pack

## Classifiche
| Classifica (2000) | Posizione massima |
| ----------------- | ----------------- |
| Australia         | 21                |